# Arjonilla
Arjonilla è un comune spagnolo di 3 927 abitanti situato nella comunità autonoma dell'Andalusia, provincia di Jaén, comarca di Campiña de Jaén.